# Уренгойская ГРЭС
Уренгойская ГРЭС — одна из двух парогазовых электростанций Ямало-Ненецкого автономного округа, крупнейший источник электрической и тепловой энергии округа. В январе 2007 г. станция вышла на НОРЭМ (Новый оптовый рынок электроэнергии). Уренгойская ГРЭС поставляет электроэнергию предприятиям Ямала и обеспечивает теплом жилой комплекс поселка Лимбяяха.

## Географическое положение
ГРЭС расположена на берегу озера Ямылимуяганто бассейна реки Пур в районе Лимбяяха города Новый Уренгой. Станция находится в условиях сурового климата и многолетней мерзлоты.

## История
Строительство электростанции началось в 1982 году.
Уренгойская ГРЭС была введена в строй приказом Министерства энергетики и электрификации СССР от 28 августа 1987 года. Этот день считается официальной датой рождения предприятия.
В начале 1990-х годов введена в строй пуско-резервная ТЭЦ (ПРТЭЦ) мощностью 24 МВт, обеспечивающая теплом жилой комплекс поселка Лимбяяха и поставляющая электроэнергию предприятиям Ямала. 
Дальнейшее строительство в связи с экономическими трудностями в стране было остановлено на 20 лет.
Решение о возобновлении строительства было принято в 2006 году. Уже в следующем году были построены модульная бетоносмесительная установка и вагон-городок для строителей, проведены изыскательские работы и исследование ранее подготовленного свайного поля, которое оказалось вполне пригодным для дальнейшего строительства. Поскольку первоначальный проект Уренгойской ГРЭС устарел, на месте старого свайного поля было решено построить новый энергоблок — парогазовую установку. 11 июня 2008 года прошла церемония заливки первого кубометра бетона в фундамент строительства нового энергоблока.
9 ноября 2012 года новый энергоблок с парогазовой установкой проектной мощностью 450 МВт был введён в эксплуатацию.  В дальнейшем анализ работы оборудования показал, что энергоблок может нести ещё большую нагрузку вплоть до 505,7 МВт без угрозы технологических нарушений.
Новое оборудование соответствует самым современным нормам экологической безопасности и энергоэффективности. Сочетание газотурбинных и паротурбинных установок, объединенных общим технологическим циклом, позволяет получить дополнительную тепловую и электрическую энергию, повысив коэффициент полезного действия производственного оборудования. КПД нового энергоблока достигает 50,6 %, что позволяет экономить до 20-25% топлива по сравнению с паросиловыми аналогами.

## Показатели деятельности
|                                                     | 2016           | 2017                  | 2018                  |
| --------------------------------------------------- | -------------- | --------------------- | --------------------- |
| Фактическая выработка электроэнергии, млн кВт·ч     | 3255,79        | ↗3 329                | ↘2 922                |
| Отпуск тепловой энергии с коллекторов, тыс. Гкал    | 76,79          | ↗112, 9               | ↘98, 6                |
| Топливный баланс (газ/мазут)                        | - 99,996/0,004 | природный газ — 100 % | природный газ — 100 % |
| Коэффициент использования установленной мощности, % | 78,9           | ↘78,52                | ↘73,18                |